# Nuraghe Dom'e Campu
Il nuraghe Dom'e Campu è un nuraghe distrutto situato nelle campagne del comune sardo di Pabillonis, nel Medio Campidano.

## Contesto ambientale e collocazione geografica

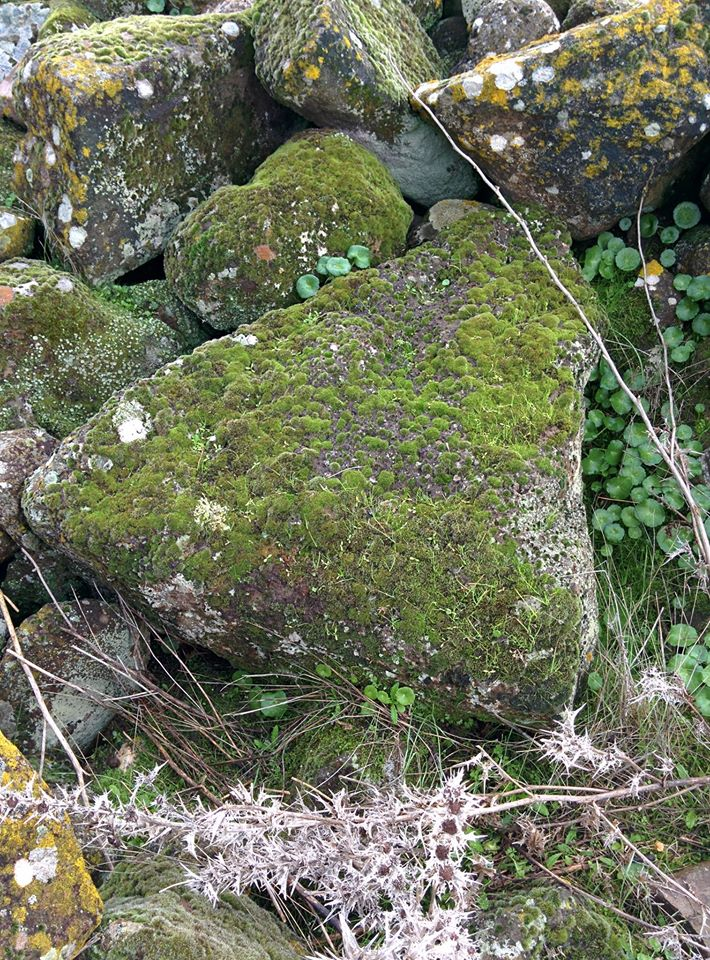
Dettaglio

Situato nella zona di "Dom'e campu", dista un km circa dalla zona industriale e circa due dal paese. È copiosa la presenza di massi lavorati di epoca nuragica attorno al sito oltre alla presenza di cocci, di ossidiana e di teste di mazza nei campi che lo circondano a significare la presenza di un possibile insediamento nuragico e prenuragico oltre ad un possibile insediamento medioevale.
I massi sono stati ammucchiati in un angolo del terreno ove era situato, come mostrano le immagini. 
Di esso rimane solo qualche masso lavorato.

## Galleria d'immagini

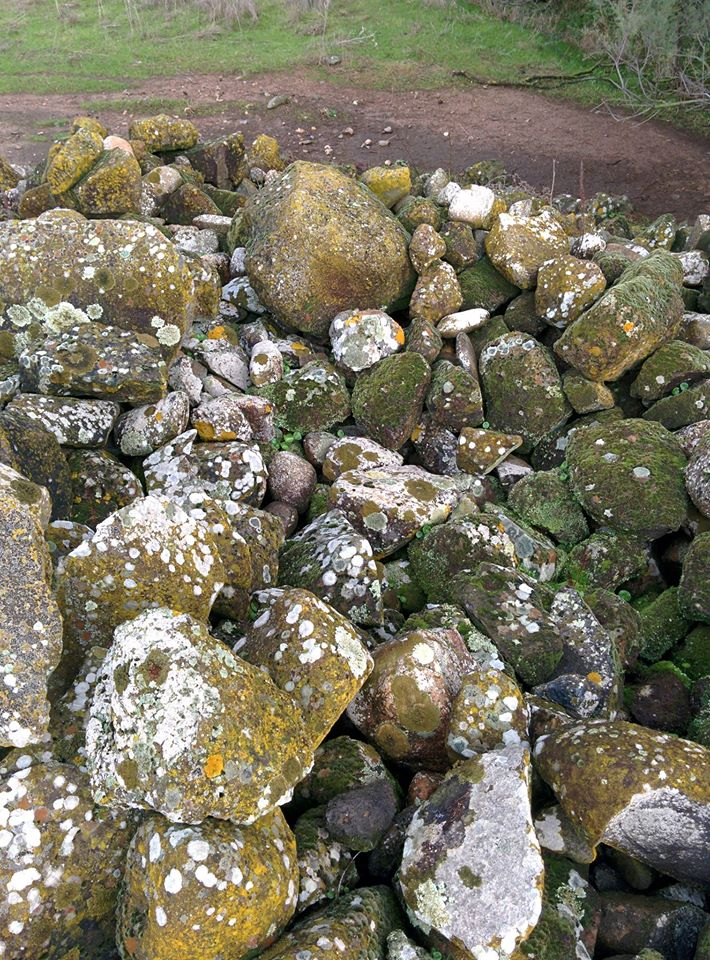
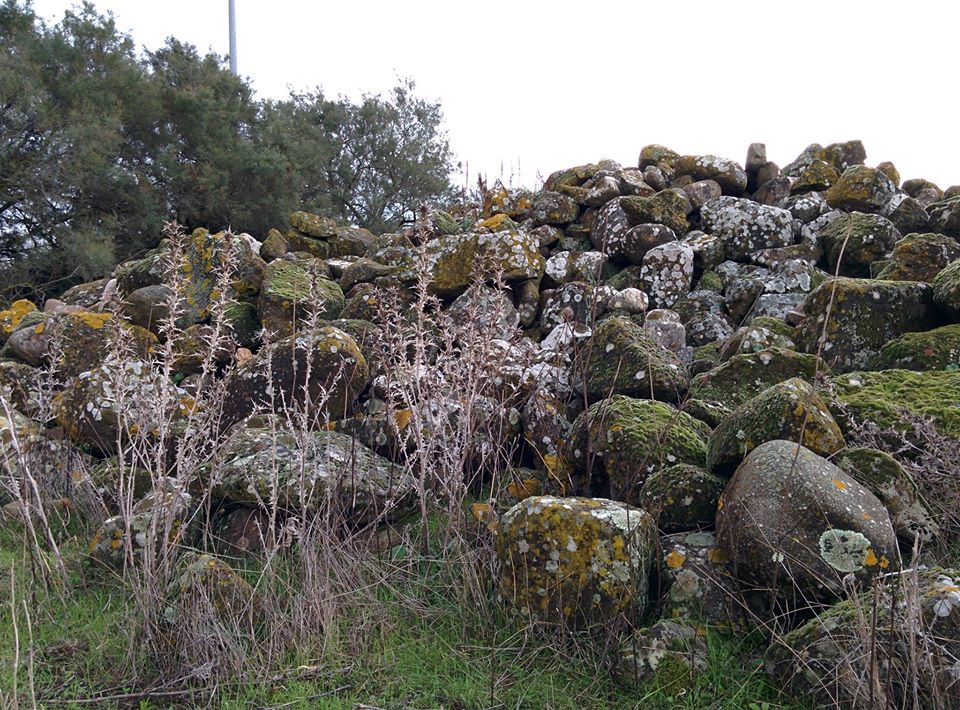